# Hakea candolleana
Hakea candolleana är en tvåhjärtbladig växtart som beskrevs av Meissn.. Hakea candolleana ingår i släktet Hakea och familjen Proteaceae. Inga underarter finns listade i Catalogue of Life.